# Tlalocohyla loquax
Tlalocohyla loquax is een kikker uit de familie boomkikkers (Hylidae). Er is nog geen Nederlandse naam voor deze soort, die lange tijd behoorde tot het geslacht Hyla. De soort werd voor het eerst wetenschappelijk beschreven door Helen Gaige en Laurence Cooper Stuart in 1934. Oorspronkelijk werd de wetenschappelijke naam Hyla loquax gebruikt.

## Uiterlijke kenmerken
Het uiterlijk van de kikker is opvallend vanwege de overwegend gele kleur in plaats van groen of bruin. Er kan van kleur worden veranderd, maar normaal is de kleur geelgroen tot geelbruin met een lichtere tot witte buik. Op de rug zitten vele kleine vlekjes, soms puntachtig en soms lange, grillige vage vlekken. De achterpoten zijn licht gebandeerd en de tenen en hechtschijven zijn groot en duidelijk zichtbaar. Bij sommige mannetjes zijn de zwemvliezen oranje tot rood gekleurd. Kenmerkend is de dunne huidplooi die aan weerszijden van de kop als een oogstreep van oog tot voorpoten loopt. De kop is erg breed en de vrouwtjes worden veel groter dan de mannetjes; respectievelijk ongeveer 4,5 en 3 centimeter. Ook de oranjegele ogen zijn zeer groot, zeker in vergelijking met het kleine trommelvlies dat er net achter ligt.

## Verspreiding en habitat
Tlalocohyla loquax Komt voor in delen van zuidelijk Noord-Amerika tot Midden-Amerika en leeft in de landen Mexico, Costa Rica, Nicaragua, Honduras en Belize. De kikker prefereert vochtige en warme gebieden zoals vochtige graslanden, moerassen en bosranden, altijd in de buurt van water. De soort blijft veelal tussen de vegetatie en wordt niet zo hoog aangetroffen als veel andere boomkikkers; meestal in lagere struiken tussen de bladeren.

## Levenswijze
Tlalocohyla loquax leeft van kleine ongewervelde dieren zoals insecten. Het is een nachtactieve soort, maar kan ook overdag kwakend worden aangetroffen. Kwaken doet deze kikker namelijk graag, de wetenschappelijk soortnaam loquax verwijst hiernaar en betekent praatgraag. De Engelse benaming loquacious treefrog betekent vrij vertaald babbelzieke boomkikker.